# سفارة الفلبين في فرنسا
سفارة الفلبين في فرنسا هي أرفع تمثيل دبلوماسي لدولة الفلبين لدى فرنسا. تقع السفارة في وهي تهدف لتعزيز المصالح الفلبينية في فرنسا.

## وصلات خارجية
- الموقع الرسمي
- قائمة سفارات الفلبين
- قائمة السفارات في فرنسا